# 艾米 (單位)
參數所指定的目標頁面不存在，建議更正成存在頁面或直接建立下列一個頁面（建立前請先搜尋是否有合適的存在頁面可以取代）：
- 艾米·坎德勒

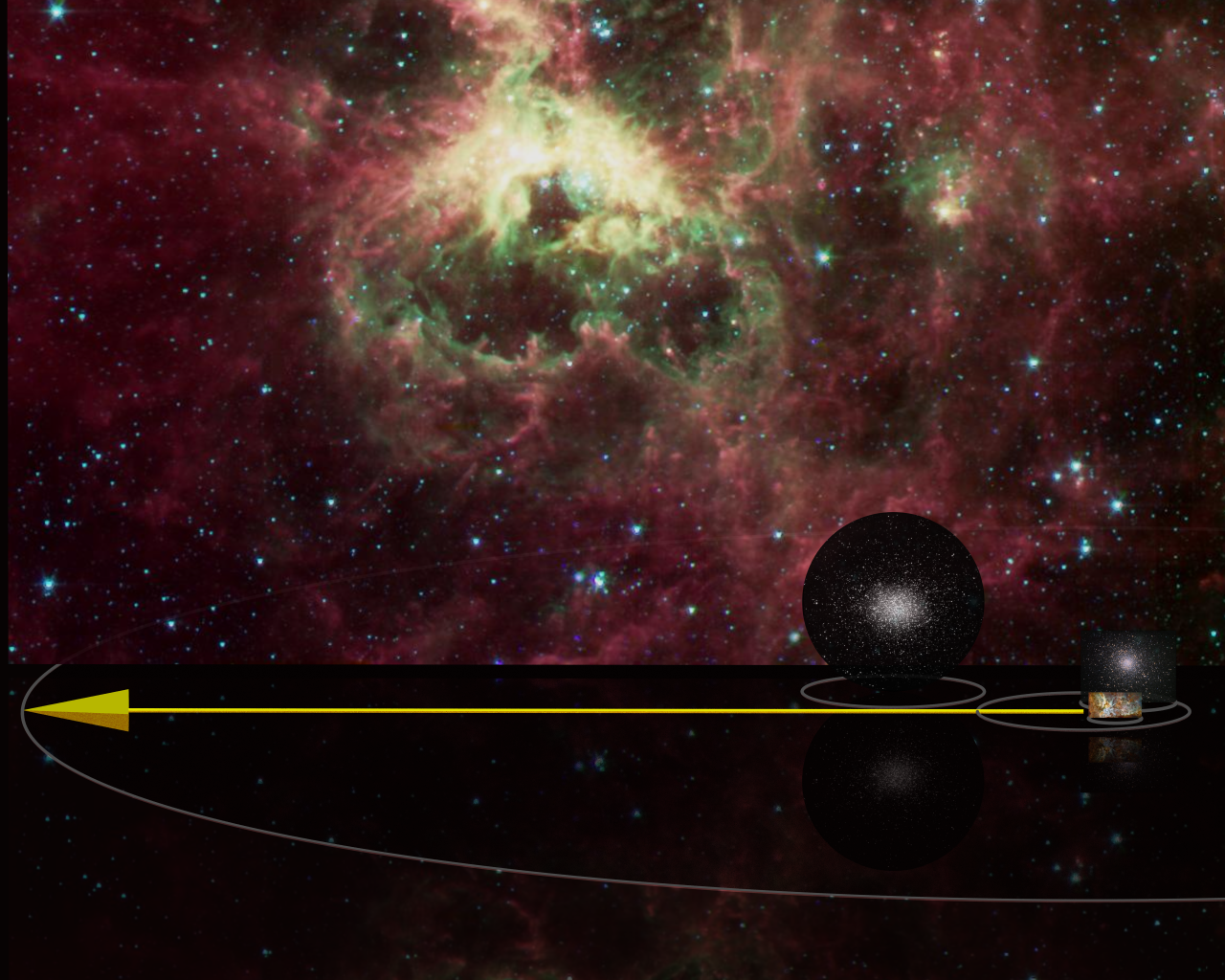
艾米與一些天體的比較

艾米（Exametre，符號Em）是一个长度单位。1 Em＝1018米。

## 可以用艾米计量的距离
- 1.4艾米— 145光年 — 地球與M13之間的距離 （一個典型的球狀星團）
- 1.6艾米— 172 ± 12.5光年 — 地球與半人馬座ω之間的距離 （銀河系內最大的球狀星團，可能包含數百萬顆恆星）[1][2]
- 3.1艾米— 310光年 — 地球與老人星之間的距離，根據依巴谷衛星的資料
- 6.1艾米— 640光年 — 地球與參宿四之間的距離，根據依巴谷衛星的資料[3]
- 6.2艾米— 650光年 — 地球與寶瓶座螺旋星雲之間的距離
- 7.3艾米— 730光年 — 地球與參宿七之間的距離，根據依巴谷衛星的資料
- 9艾米— 1000光年 — 地球與蜘蛛星雲之間的距離